# Sang de monstre II
Sang de monstre II est un livre de la collection Chair de Poule (Goosebumps, en anglais), écrite par Robert Lawrence Stine.

## Histoire
Ivan, le héros du précédent opus, est devenu le souffre-douleur de sa nouvelle école à Atlanta. Cette année, le professeur l'a désigné pour s'occuper du hamster de la classe. Pour se venger de ses bourreaux, il décide d'offrir du sang de monstre au hamster pour qu'il se mette à grossir...